# スノウィー・ホワイト
スノウィー・ホワイト（Snowy White、1948年3月3日 - ）は、イギリス出身のギタリスト。本名はテレンス・チャールズ・ホワイト (Terence Charles White)。

## 略歴
1948年3月3日にイングランド南西部デヴォン州で生まれ、ワイト島で育つ。
1960年代にヨーロッパで活動後、1970年代にロンドンに拠点を移す。1972年ロリー・ギャラガーの参加していたグループ、テイストのメンバーとともに活動を開始、1974年にジョナサン・ケリーのアルバムでレコーディングのキャリアが始まる。様々なスタジオ・セッションをクマ原田とともに行い、1977年にピンク・フロイドの「In The Fleshスタジアム・ツアー」からサポート・ギタリストとして参加、『アニマルズ』、『ザ・ウォール』（1980年）のツアーに同行する。並行して1979年にシン・リジィのギタリストとしてグループのメンバーになり、1982年には2枚のアルバムやフィル・ライノットのアルバムに経歴を残しグループを脱退。1983年、ソロ活動を開始して、インディペンデントでリリースしたオリジナル曲「Bird of Paradise」が全英シングルチャートで最高位6位をマークする。
現在もソロと元ピンク・フロイドのメンバー、ロジャー・ウォーターズのツアーに参加するなど憂いのあるトーンを生み出すギタリストとして活動中である。

## ディスコグラフィ

### リーダー・アルバム
- 『バード・オブ・パラダイス』 - White Flames (1983年)
- 『ランド・オブ・フリーダム』 - Snowy White (1984年)
- 『ザット・サーテン・シング』 - That Certain Thing (1987年)
- Change My Life (1988年) ※Snowy White's Blues Agency名義
- Open for Business (1989年) ※Snowy White's Blues Agency名義
- 『ハイウェイ・トゥ・ザ・サン』 - Highway to the Sun (1994年)
- Arthur's Club-Geneve 1995 (1995年) ※with ミック・テイラー
- No Faith Required (1996年) ※Snowy White & The White Flames名義
- Little Wing (1998年) ※Snowy White & The White Flames名義
- Melting (1999年) ※Snowy White & The White Flames名義
- Keep Out – We Are Toxic (1999年) ※Snowy White & The White Flames名義
- Restless (2002年) ※Snowy White & The White Flames名義
- The Way It Is (2005年) ※Snowy White & The White Flames名義
- Live Flames (2007年) ※Snowy White & The White Flames名義
- In Our Time of Living (2009年) ※Snowy White Blues Project名義
- In Our Time... Live (2010年) ※Snowy White Blues Project名義
- Realistic (2011年)[1] ※Snowy White & The White Flames名義
- After Paradise (2012年)
- Released (2016年)
- Reunited ... (2017年) ※Snowy White & The White Flames名義
- The Situation (2019年) ※Snowy White & The White Flames名義
- Something On Me (2020年) ※Snowy White & The White Flames名義

### コンピレーション・アルバム
- The Best of Snowy White's Blues Agency (1993年) ※Snowy White's Blues Agency名義
- Goldtop: Groups & Sessions '74–'94 (1996年)
- Pure Gold – The Solo Years 1983–98 (1999年)
- Bird of Paradise – An Anthology (2003年)
- Twice as Addictive (2009年) ※Snowy White's Blues Agency名義
- The Best of Snowy White (2009年)
- 『ラッキー・スター〜アンソロジー1983-1994』 - Lucky Star - An Anthology 1983 - 1994 (2020年) ※6CDボックス

### シン・リジィ
- 『チャイナタウン』 - Chinatown (1980年)
- 『反逆者』 - Renegade (1981年)
- 『ラスト・ライヴ』 - Life (1983年) ※ライブ

### ピンク・フロイド
- 『アニマルズ』 - Animals (1977年) ※8トラック・カートリッジのブリッジ・ピースのみ
- 『ザ・ウォール・ライヴ:アールズ・コート1980-1981』 - Is There Anybody Out There? The Wall Live 1980-81 (2000年)

### リチャード・ライト
- 『ウェット・ドリーム』 - Wet Dream (1978年)

### ロジャー・ウォーターズ
- 『ザ・ウォール〜ライブ・イン・ベルリン』 - The Wall - Live In Berlin (1990年) ※ライブ
- 『イン・ザ・フレッシュ』 - In the Flesh – Live (2000年) ※ライブ
- 『フリッカーリング・フレイム』 - Flickering Flame - The Solo Years, Volume 1 (2002年) ※ベスト・アルバム
- 『ロジャー・ウォーターズ ザ・ウォール』 - Roger Waters: The Wall (2015年) ※ライブ

### その他
- ジョナサン・ケリーズ・アウトサイド : 『ウェイティング・オン・ユー』 - ...Waiting on You (1974年)
- マイケル・ムーアコック&ディープ・フィックス : 『ニュー・ワールズ・フェア』 - New Worlds Fair (1975年)
- ピーター・グリーン : 『虚空のギター』 - In the Skies (1979年)
- フィル・ライノット : 『ソーホー街にて』 - Solo in Soho (1980年)
- ジム・キャパルディ : One Man Mission (1984年)
- エディ・ミッチェル : Rio Grande (1993年、Polydor) ※「je me sens mieux quand je me sens mal」「te perdre」のソロ・ギター
- トム・ニューマン : Snow Blind (1997年) ※1983年録音。2曲に参加[2]
- Various Artists : Rattlesnake Guitar: The Music of Peter Green (1997年) ※「Looking for Somebody」で参加
- ミーク・ミル : DC4 (2017年) ※「Blue Notes」で参加